# 가와이 뎃타
가와이 뎃타(일본어: 河井 哲太, 2000년 5월 8일~)는 일본의 축구 선수이다.

## 구단 경력
그는 J1리그의 감바 오사카에 입단했다. 2017년 J3리그의 감바 오사카 U-23에서 뛰었다. 14경기에 출전하여, 1득점을 넣었다.